# Écomusée Tuilerie de Pouligny
L'écomusée Tuilerie de Pouligny, situé à Chéniers dans le nord du département de la Creuse en Limousin, poursuit l'aventure de la tuilerie de Pouligny qui débuta en 1830 par l'installation d'un ouvrier tuilier, Jean Monsieur, originaire du sud du département de la Creuse.

## Histoire de la tuilerie de Pouligny
- 1830 : installation du premier tuilier Jean Monsieur et création de la tuilerie.
- 1840 : installation définitive de la famille Monsieur et développement de la tuilerie.
- 1900 : Mélanie Monsieur épouse Alexandre Trigaud, la tuilerie change de nom de chef d'exploitation.
- 1920 : mécanisation de la fabrication : arrivée d'une mouleuse étireuse, d'un broyeur et d'un moteur Diesel.
- 1936 : arrivée de : l'électricité, le moteur Diesel est remplacé par un moteur électrique.
- 1940-1945 : la tuilerie est un centre de résistance et une zone de stockage des parachutages alliés.
- 1946 : travail de prisonniers allemands à la tuilerie.
- 1950-1960 : apogée de la tuilerie de Pouligny.
- 1962 : fin de l’activité après plus d’un siècle de production de tuiles et de briques.
- 1994 : sauvegarde et début de réhabilitation de ce patrimoine par la commune de Chéniers grâce au soutien du conseil général de la Creuse, de la région Limousin, de l’État et de l’Union européenne.
- 2002 : ouverture au public du pôle culturel et touristique : « ECOmusée - Tuilerie de Pouligny » axé sur les arts de la Terre et du Feu.
- 2004 : adhésion à la Fédération des Écomusées et des Musées de Sociétés et prix national des Rubans du Patrimoine pour la très belle restauration du site.
- 2007 : reconstruction de l'ancienne forge.

## Un passé lié à lacéramique
L'histoire de la céramique est fortement associée, en Limousin, à la porcelaine et à son essor du XVIIe siècle à nos jours. Mais une frange du travail de l'homme et de l'argile a longtemps été occultée dans l'histoire régionale. Cette histoire conte la mémoire des tuiliers, des briquetiers et des potiers qui ont depuis la période gallo-romaine œuvré en Limousin et plus particulièrement en Creuse. L'histoire de ce département elle aussi a oublié, au profit des maçons de la Creuse qui partirent travailler à Paris, Lyon, Bordeaux, l'histoire de ces hommes qui travaillèrent au développement de leur territoire. 
C'est ce travail de mémoire qui est engagé sur un territoire où la dernière tuilerie a fermé ses portes en 1972, achevant ainsi une histoire commencée en 200 apr. J.-C. L'activité potière a aujourd'hui quasiment disparu. Ce sont des gestes, des savoir-faire, une économie, des migrations de population au sein du département et sur l'essor d'un matériau et sa chute dans les années 1970 que l'écomusée vise à sauvegarder. Cette mission a été fixée à cet écomusée dont l'originalité est de devoir sa naissance à la volonté des habitants de deux cantons creusois (Bonnat et Châtelus-Malvaleix) qui s'unirent pour que le projet devienne réalité.